# Estella Warren
Estella Dawn Warren (n. 23 decembrie 1978) este o actriță, model și fostă înotătoare sincron canadiană. În timpul carierei sale de înotătoare, ea a fost membră a echipei naționale a Canadei și a câștigat 3 titluri naționale. Din 1994 face modeling, apărând în publicații ca Sports Illustrated, sau conclucrând pentru diverse campanii ale unor branduri ca Perry Ellis și Victoria's Secret.
Mai târziu și-a început cariera în actorie, apărând în filme ca Planet of the Apes (2001) și Beauty and the Beast (2009), sau în seriale ca Law & Order.

## Filmografie
| An   | Titlu                             | Rol             | Note                               |
| ---- | --------------------------------- | --------------- | ---------------------------------- |
| 2001 | Perfume                           | Arrianne        |                                    |
| 2001 | Driven                            | Sophia Simone   |                                    |
| 2001 | Planet of the Apes                | Daena           |                                    |
| 2001 | Tangled                           | Elise Stevens   |                                    |
| 2003 | Kangaroo Jack                     | Jessie          |                                    |
| 2003 | The Cooler                        | Charlene        |                                    |
| 2003 | That '70s Show                    | Raquel          | Episodul: "The Kids Are Alright"   |
| 2003 | I Accuse                          | Kimberly Jansen |                                    |
| 2004 | Blowing Smoke                     | Faye Grainger   |                                    |
| 2004 | Pursued                           | Emily Keats     |                                    |
| 2004 | Trespassing                       | Kristy Goodman  |                                    |
| 2005 | Her Minor Thing                   | Jeana           |                                    |
| 2005 | Law & Order: Special Victims Unit | April Troost    | Episodul: "Design"                 |
| 2005 | Law & Order                       | April Troost    | Episodul: "Flaw"                   |
| 2005 | Ghost Whisperer                   | Alexis Fogarty  | Episodul: "On the Wings of a Dove" |
| 2006 | Taphephobia                       | Jesse Lennox    |                                    |
| 2006 | National Lampoon's Pucked         | Jessica         |                                    |
| 2007 | Lies and Crimes                   | Sally Hanson    |                                    |
| 2009 | Blue Seduction                    | Matty           |                                    |
| 2009 | Mental                            | Niobe Graham    | Episodul: "Book of Judges"         |
| 2009 | Beauty and the Beast              | Belle           |                                    |
| 2010 | Irreversi                         | Kat             |                                    |
| 2010 | Transparency                      | Monika          |                                    |
| 2010 | See You in September              | Lindsay         |                                    |
| 2010 | The Being Frank Show              |                 | Episodul #1.1                      |
| 2013 | The Stranger Within               | Emily           |                                    |
| 2013 | Dangerous Intuition               | Laura Beckman   |                                    |
| 2015 | No Way Out                        | Maria           |                                    |
| 2015 | Undateable John                   | Jane            |                                    |
| 2015 | Decommissioned                    | Rebecca Niles   |                                    |